# الهام شیخی (بازیکن فوتسال، زاده ۱۳۷۵)
الهام شیخی، (زادهٔ ۱۳۷۵ – درگذشتهٔ ۷ اسفند ۱۳۹۸ در قم) بازیکن سابق تیم‌های فوتسال زنان قم بود. او در پی شیوع کروناویروس در ایران به علت ابتلا به ویروس کرونا درگذشت. الهام شیخی را یکی از اولین مبتلایان به کرونا در ایران می‌دانند.
وی نخستین قربانی شیوع کروناویروس از میان ورزشکاران ایران بود.

## زندگی
الهام شیخی، در سال ۱۳۷۵ متولد شد. وی از ۱۵ سالگی به صورت پراکنده فوتسال بازی می‌کرد. او متأهل و ساکن قم بود. این ورزشکار در پست دروازه‌بان بازی می‌کردو سابقهٔ حضور در مسابقات کشوری با تیم استان قم و عضویت در تیم منتخب فوتسال مدارس کشور را داشت.

## درگذشت
الهام شیخی یک هفته در یکی از بیمارستان‌های شهر قم بستری بود. در بیمارستان تست کرونای وی مثبت اعلام شد. او در تاریخ ۷ اسفند ۱۳۹۸ به علت ابتلا به ویروس کرونا درگذشت. پیکر الهام شیخی در بهشت معصومهٔ قم، ردیف ۲۸ به خاک سپرده شد.

## حواشی
- درگذشت الهام شیخی در سن ۲۳ سالگی به دلیل ابتلا به ویروس کرونا از نشانه‌هایی است که تصور عدم مرگ و میر حاصل از کرونا در میان جوانان و ورزشکاران را به چالش می‌کشد.[۳۰][۲۲][۱۷] بیشترین آمار مرگ و میر ناشی از ویروس کرونا از میانسالی به بعد عنوان شده‌است.[۳۱]
- نزدیکان الهام شیخی گفته‌اند، او زمانی به این بیماری مبتلا شده که هنوز عموم جامعه از موج این بیماری در ایران بی‌خبر بودند. به عبارت دیگر وی یکی از اولین مبتلایان به کرونا بوده‌است و شاید اگر این اتفاق دیرتر رخ می‌داد با افزایش تمهیدات پزشکی، شانس زنده ماندش بیشتر بود.[۱۷]
- پس از اعلام خبر جان‌باختن الهام شیخی، برخی رسانه‌ها او را با «الهام شیخی» بازیکن اسبق تیم ملی فوتسال بانوان اشتباه گرفته و درگذشت او را اعلام کردند.[۳۲][۳۳]
- الهام شیخی، ورزشکار اهل اصفهان را مقابل دوربین صداوسیما نشاندند.[۲] او در ویدئوی منتشر شده، خبر درگذشت خود را تکذیب نمود.[۳۴]
- برخی از رسانه‌ها خبر تکذیبیهٔ فوتسالیست اصفهانی را بدون اشاره به همنام بودن ۲ ورزشکار منتشر کردند، چنان‌که اصلاً الهام شیخی بازیکن فوتسال قم وجود نداشته‌است.[۲][۳۵][۳۶][۳۷]
- هیئت فوتبال استان قم با انتشار تصویری از الهام شیخی، خبر درگذشت او را در اثر ابتلا به بیماری کرونا اعلام کرد.[۳۸][۳۹]
- کبری عشقی، دختر خالهٔ الهام شیخی در گفتگو با خبرگزاری رکنا گفت: «دختر خاله‌ام بیماری خاصی نداشت فقط چند ماهی بود که حال عمومی‌اش خوب نبود. یک ماه پیش به پزشکان مختلف مراجعه کرد و آزمایش‌های متعددی داد ولی بیماری‌اش را تشخیص نمی‌دادند.»[۲۴]
- ۹ اسفند ۱۳۹۸ رئیس هیئت فوتبال قم مدعی شد: «بازیکن فوتسال فوت شده در قم ۵ ماه تحت درمان بوده‌است» او افزود، «هنوز مشخص نیست علت فوت ویروس کرونا باشد».[۴۰] این درحالی است که ۱ روز قبل از آن، کانال خبری هیئت فوتبال استان قم با انتشار تصویری از الهام شیخی، خبر درگذشت او در اثر ابتلا به کرونا را اعلام نمود.[۳۹] همچنین دخترخالهٔ این ورزشکار ابتلای قبلی وی به بیماری خاصی را تکذیب کرد.[۲۴]
- الهام بابا طاهری، مربی فوتسال الهام شیخی گفت که ۱ ماه و نیم قبل وی به باشگاه رفته بوده‌است. او خاطرنشان کرد در مدت ۲ سال که مربی الهام شیخی بوده، هیچ بیماری خاصی نداشته و سرزنده و شاد بوده‌است.[۲۴]
- آسو جواهری، داور بین‌المللی فوتبال ضمن بازنشر عکس الهام شیخی در اینستاگرام نوشت:[۲][۱]

«یکی از مسئولین در پاسخ به پس دادن ابلاغم و درخواستم برای لغو بازی‌ها با تفرعن و تمسخر گفت چتونه شما؟ چرا آنقدر یک مریضی ساده رو جدی گرفتین؟»— بی‌بی‌سی
- امیر قلعه‌نویی، مربی فوتبال، دربارهٔ درگذشت الهام شیخی و عدم تعطیلی بازی‌های ورزشی گفت:[۴۱]

«مرحوم الهام شیخی که فوت کرد به خاطر اطلاع‌رسانی دیر بود. جایی که باید قرنطینه می‌شد و پروازها لغو می‌شد این کار صورت نگرفت. حس می‌کنم انسان‌ها برای‌شان مهم نیستند و فقط کار خودشان را دنبال می‌کنند. اگر ادعای فوتبال دارید AFC هم بازی‌ها را تعطیل کرد چرا الگوبرداری نکردید.»
- کوروش بازیار، کارشناس فوتبال در برنامه سوت، دربارهٔ شیوع ویروس کرونا در ایران و برگزاری بازی‌های لیگ برتر گفت: «برگزاری این بازی‌ها، بازی با جان بازیکنان است و مرگ الهام شیخی این موضوع را نشان داد.»[۴۲]
- بسیاری از اعضای خانوادهٔ ورزش زنان ایران، با وجود این‌که الهام شیخی یک بازیکن در سطح حرفه‌ای کشور نبود، او را جزئی از خود و خود را در غم خانواده‌اش شریک دانستند.[۱۷]
- تمامی اعضای خانوادهٔ الهام شیخی تحت قرنطینه قرار گرفته و نتوانستند در مراسم تدفین فرزندشان شرکت کنند.[۱۷]
- مهدی رستم‌پور، خبرنگار ورزشی با توجه به حواشی پس از درگذشت الهام شیخی، در یادداشتی به تهیهٔ ویدئوی تکذیب درگذشت او واکنش نشان داد. مهدی رستم‌پور در بخشی از یادداشت خود که با «شرم کنید!» آغاز می‌شود نوشت: «در فاجعه دختر آبی نیز یکی دیگر را چهره کردید که من زنده‌ام چرا دوستان و خانواده‌ام را نگران می‌کنید!» او می‌افزاید:

«اگر دور از جان، الهام شیخی بازیکن فوتسال اهل اصفهان با کرونا از دنیا می‌رفت، شما دوربین را جلوی الهام شیخی بازیکن فوتسال اهل قم می‌گذاشتید تا بگوید زنده‌ام. خبر دلخراش، کاملاً دقیق و موثق است. هیئت فوتبال قم عکس و مشخصات الهام شیخی فوتسالیست که قربانی کرونا شده را منتشر کرد و تسلیت گفت. شما جای اینکه با خانواده الهام بیگناهی که از دنیا رفته مصاحبه کنید تا مردم بهتر بشناسند، همنام‌های زنده‌اش را می‌یابید تا آنکه دستش از دنیا کوتاه شده را انکار کنید.»— مهدی رستم‌پور